# 投篮

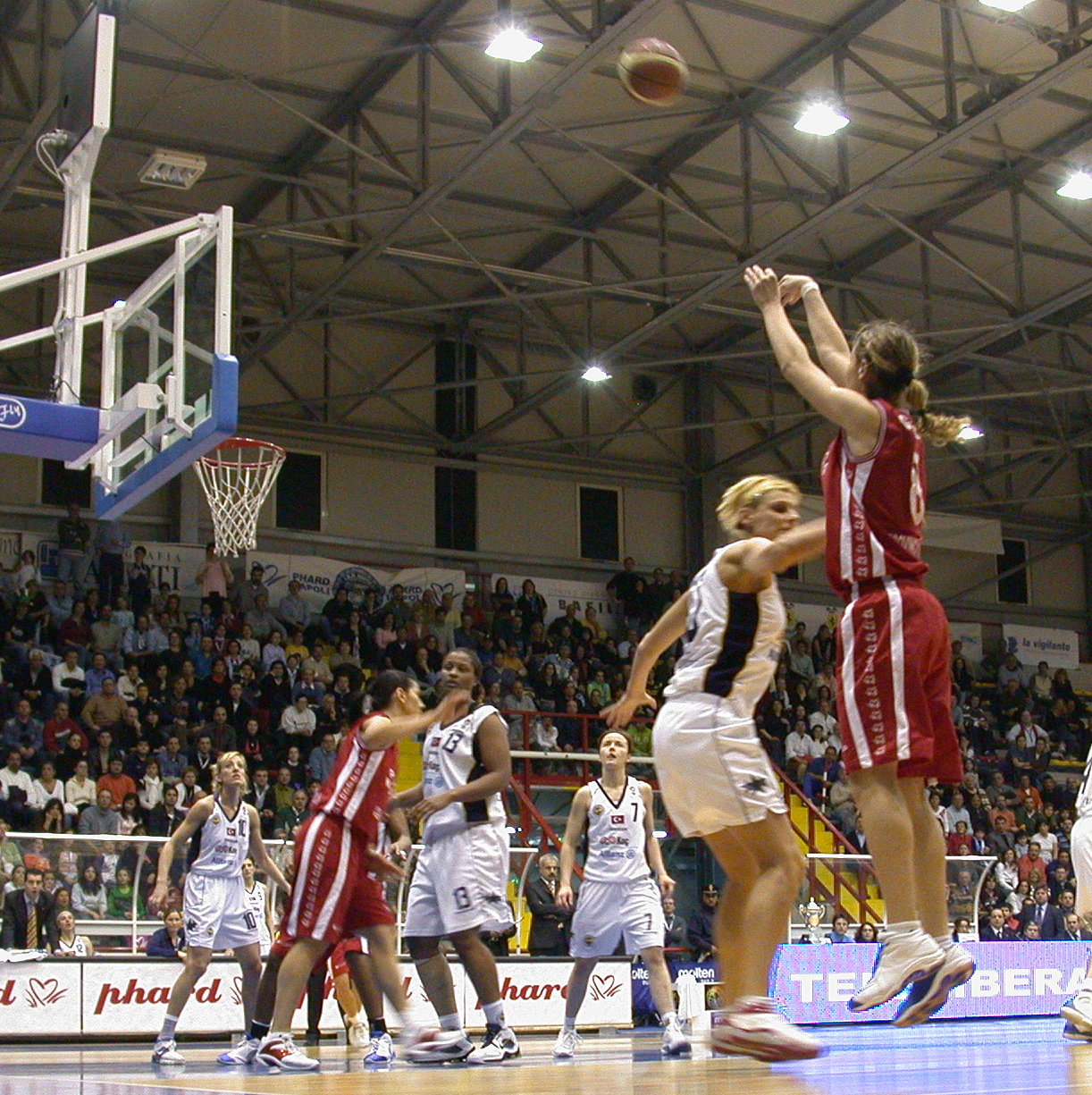
跳投

投篮是篮球比赛中最常用的一种得分方式之一。广义上的投篮包括了所有把篮球掷向篮筐的动作；但日常里所提到的投篮一般就是指跳投（Jump Shot）。投篮者双手持球并起跳，在达到最高点或之前把球向45°角推出，使篮球划过一条弧线飞向篮筐。跳起投篮的目的是为了躲避防守球员的封盖，在面对身材相仿的球员或无人防守的时候非常有效；但是由于跳投的出手点一般在额头附近，遭到较高球员封盖几率还是很大，因此球员在跳投的同时一般还会附加后仰动作以避封阻，也称为后仰投篮（Fadeway）。

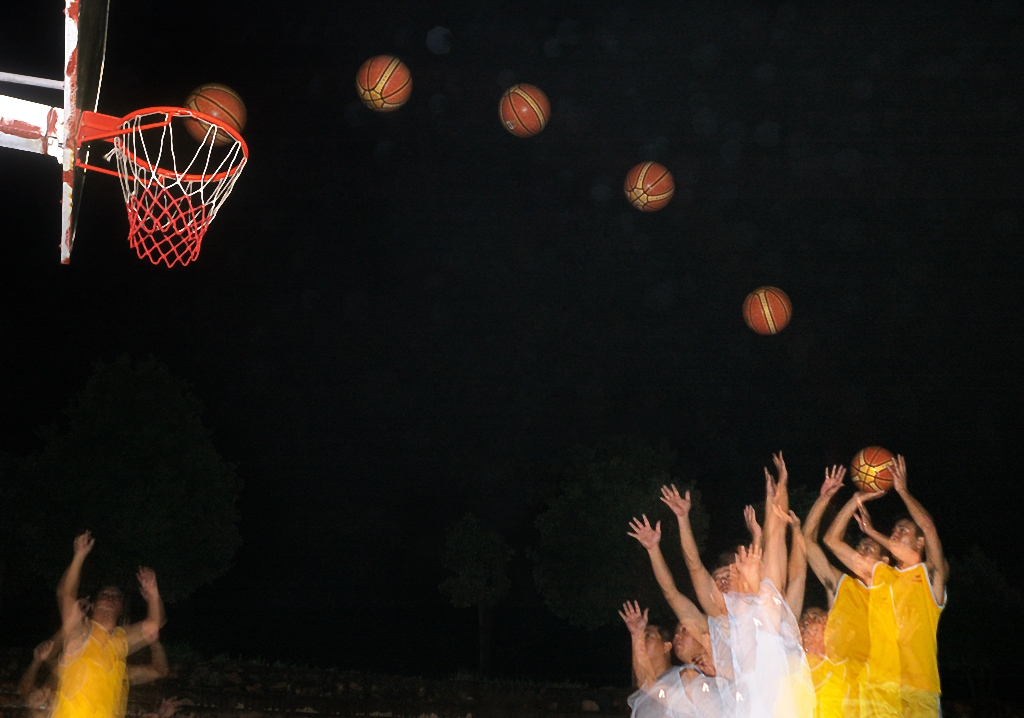
投篮

跳投最先起源于美国的NBA。在NBA成立初期，球员习惯于原地站立投篮；50年代早期，费城勇士的球员保罗·阿里辛首次采用跳投方式。由于跳投的躲避封盖效率明显提高，以致于慢慢流行于整个NBA乃至国际篮坛，成为当今篮球比赛中的主要得分手段；而原地投篮除了应用于罚篮外，在比赛过程中已不多见。
跳投除了一般的直线起跳投篮和后仰投篮外，还有适用于背对篮筐球员的转身跳射（Turnaround Jump Shot），在跑动过程中的单脚起跳投篮（也称作跑投）。